# Акжарык (Актогайский район)
Акжарык (каз. Ақжарық) — село в Актогайском районе Карагандинской области Казахстана. Административный центр Кызыларайского сельского округа. Находится примерно в 46 км к северо-востоку от села Актогай, административного центра района, на высоте 922 метров над уровнем моря. Код КАТО — 353651100.

## Население
В 1999 году численность населения села составляла 1025 человек (523 мужчины и 502 женщины). По данным переписи 2009 года, в селе проживало 696 человек (368 мужчин и 328 женщин).